# Deutsche Gesellschaft für Finanzwirtschaft
Die Deutsche Gesellschaft für Finanzwirtschaft bezweckt  die Förderung finanzwirtschaftlicher Forschung, den Austausch zwischen Wissenschaft und Praxis, sowie die Pflege internationaler Beziehungen im Bereich der Finanzwirtschaft. Dieses Ziel kann durch die Organisation von Tagungen, Workshops, die Herausgabe von Publikationen u. ä. verfolgt werden. Der Verein hat seinen Sitz in Karlsruhe.

## Geschichte
Im Sommer 1986 ergriffen Wolfgang Bühler, Herbert Hax und Reinhart Schmidt die Initiative, mit einem größeren Kreis von Kollegen bei der Deutschen Forschungsgemeinschaft (DFG) einen Forschungsschwerpunkt "Empirische Kapitalmarktforschung" zu beantragen. Dieses Vorhaben wurde von 35 Professoren unterstützt. Die DFG genehmigte 1988 drei Projekte zum Aufbau der Aktien-, Anleihen- und Bilanzdatenbank und 1989 weitere 18 Forschungsprojekte im Rahmen des Schwerpunktprogramms, das die finanzwirtschaftliche Forschung in Deutschland in einer bisher nicht da gewesenen Weise bündelte.

### Kolloquien
Die jeweils mehrtägigen Kolloquien des Schwerpunktes, 1990 in Nordkirchen, später in Günzburg, Kronberg und Osnabrück, entwickelten sich trotz der großen Teilnehmerzahl zu so lebendigen und anregenden Foren der Präsentation und Diskussion finanzwirtschaftlicher Forschungsergebnisse zwischen den Projektmitarbeitern, den Projektleitern und den DFG-Gutachtern, dass der dringende Wunsch entstand, eine auf Dauer angelegte Institution für einen Gedankenaustausch über neue finanzwirtschaftliche Forschungsergebnisse zu schaffen. Weil abzusehen war, dass die meisten Projektmitarbeiter bald in die Praxis wechseln würden, sollte diese Institution offen sein für alle, die auf einem Gebiet der Finanzwirtschaft forschen oder geforscht haben, ganz unabhängig davon, ob sie in der Praxis oder im Hochschulbereich tätig sind.

### Gründungsmitglieder
Hermann Göppl brachte in diesem Sinne den Plan einer Deutschen Gesellschaft für Finanzwirtschaft ins Gespräch, der am 9. Oktober 1993 während des 7. Kolloquiums in Osnabrück breite Zustimmung fand. Dank seiner Vorarbeiten konnte die Deutsche Gesellschaft für Finanzwirtschaft am 26. November 1993 im Hause der Bayerischen Hypotheken- und Wechselbank in München gegründet werden. Die Gründungsmitglieder waren Wolfgang Bühler, Günter Franke, Günter Gebhardt, Wolfgang Gerke, Hermann Göppl, Thomas Hartmann-Wendels, Walter Krämer, Hans Peter Möller, Sigrid Müller, Hartmut Schmidt, Reinhart Schmidt, Siegfried Trautmann, Martin Weber, Josef F. Wertschulte und Jochen Wilhelm.

### Vorstände
Vorsitzender im Jahr 2010 war Christian Schlag (Frankfurt/M.), Vorsitzender Anfang 2020 war Rüdiger Kiesel (Essen).